# Опука
Опука (Опуха) — река на северо-востоке Камчатского края.
Длина реки — 175 км. Протекает по территории Олюторского района, вдоль административной границы с Чукотским автономным округом.

## Притоки
Объекты перечислены по порядку от устья к истоку.
- 6 км: Западная (Быстрая)
- 16 км: река без названия
- 34 км: Ренокватваям
- 34 км: ручей Находка
- 35 км: Таметкунуваям
- 39 км: река без названия
- 48 км: Келинейваям
- 52 км: Комеутюям
- 63 км: река без названия
- 69 км: Арельвэем
- 72 км: Катапваям (Олёкпын)
- 75 км: река без названия
- 82 км: Пасеутхыпилгын
- 89 км: Первая Талакайрхын
- 107 км: река без названия
- 111 км: Колоквываям
- 112 км: река без названия
- 118 км: река без названия
- 119 км: река без названия
- 124 км: река без названия
- 143 км: река без названия
- 147 км: река без названия
- 161 км: река без названия

## Данные водного реестра
По данным государственного водного реестра России относится к Анадыро-Колымскому бассейновому округу.
Код объекта в государственном водном реестре — 19060000212120000000187.